# Revue Thommen

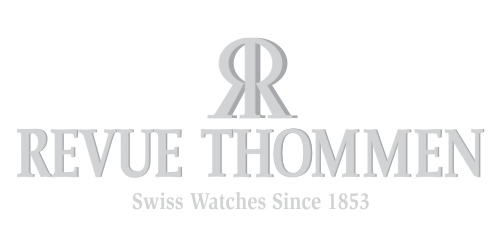
Revue Thommen AG

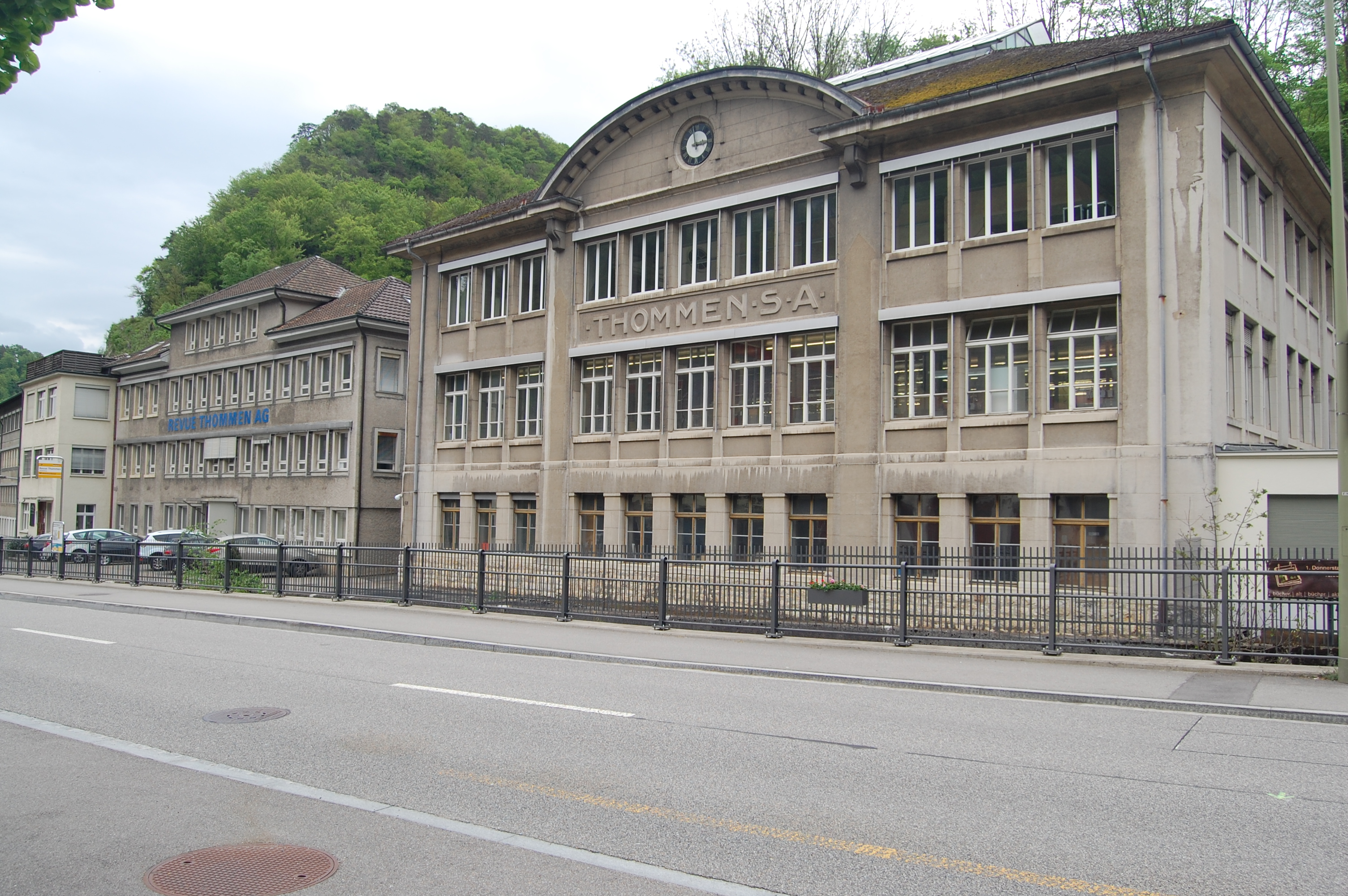
Hauptsitz Revue Thommen AG, in Waldenburg

Revue Thommen ist eine Schweizer Uhrenmarke mit einer wechselvollen Geschichte und einer Tradition seit 1853. Ihren Ursprung hatte sie in Waldenburg BL. Stammhaus war die Revue Thommen AG, die in Waldenburg domiziliert war.

## Geschichte
Der kürzeste Weg von der Nordsee ans Mittelmeer führte über Basel, via Ergolztal und das Waldenburgertal über den Pass Oberer Hauenstein (734 m ü. M.) ins schweizerische Mittelland und weiter Richtung Italien. Schon zur Römerzeit wurde diese wichtige Nord-Süd-Achse von Päpsten, Kaisern, Königen, Soldaten und Kaufleuten mit Handelswaren aller Art, stark genutzt. Der rege Fern- und Nahverkehr durch das Waldenburgertal erbrachte der hauptsächlich von der Landwirtschaft lebenden Bevölkerung zusätzliche Verdienstmöglichkeiten. Durch den bevorstehenden Bau der Eisenbahnlinie Basel – Liestal – Olten wird das Waldenburgertal und der Pass umfahren. Im Tal befürchtete man Verdienstausfälle, Arbeitslosigkeit und Abwanderung weiter Bevölkerungsschichten.

### 1853 Société d’Horlogerie à Waldenburg
Um diesen Missständen entgegenzutreten, gründete die Gemeinde Waldenburg 1853 die Uhrenfabrik Société d’Horlogerie à Waldenburg. Es wurden Rohwerke montiert. Der Erfolg stellte sich jedoch nicht wie erhofft ein. Schon in den ersten Betriebsjahren erwirtschaftete die Fabrik ein Defizit von über 35'400 Franken. Um die Gemeindekasse zu entlasten, wurde der Betrieb 1859 an den Unternehmer Gedeon Thommen aus Waldenburg und den Uhrmacher Louis Tschopp aus Biel verkauft. Thommen war bereits seit 1857 Mitglied des Direktoriums. Nach der privatwirtschaftlichen Restrukturierung durch Gedeon Thommen begann sich das Unternehmen zu erholen. 1869 schied Tschopp aus.

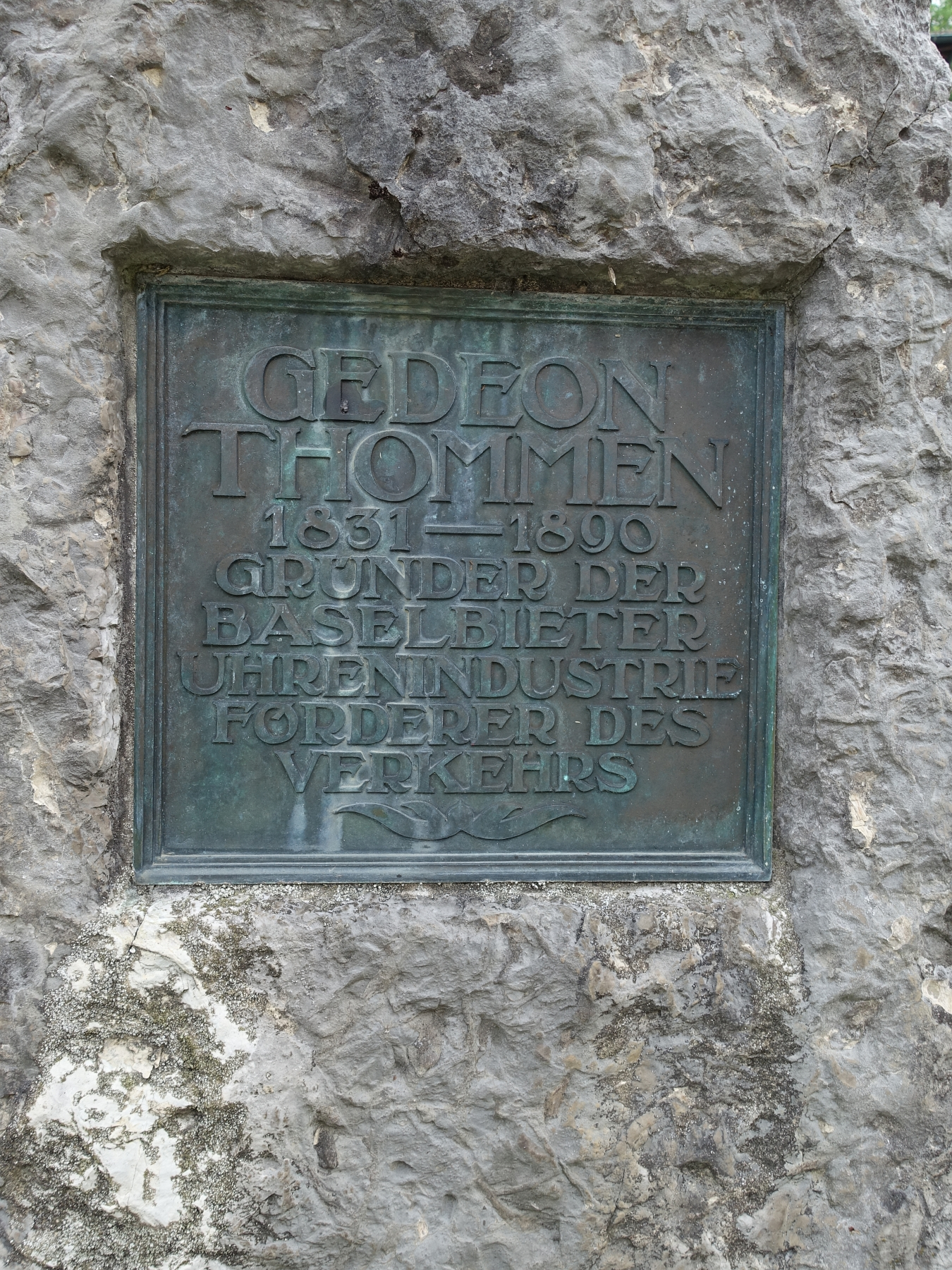
Gedenkstein für Gédéon Thommen

### 1870 Gédéon Thommen – Uhrenfabrikation

Betriebsgebäude der Gédéon Thommen - Uhrenfabrikation. Zeichnung um 1870

Ab 1870 war Gedeon Thommen alleiniger Inhaber der Société d’Horlogerie à Waldenburg. Er änderte den Firmennamen auf Gédéon Thommen – Uhrenfabrikation.
Im gleichen Jahr patentierte Thommen das «System der Auswechselbarkeit der einzelnen Werkbestandteile» und beantragte das «Remontoir-Patent».
1870 wurde ein neues Produktionsgebäude errichtet. Um sich von Zulieferanten unabhängiger zu machen, wollte Thommen die Einzelteile für die Rohwerke in eigenen Ateliers herstellen. Neben Zylinderarmbanduhren wurden ab 1875 auch Ankertaschenuhren hergestellt. Der Markenname der Uhren war G.T. 1870 konnten ca. 4'000 Uhren gefertigt werden.
Inspiriert durch den Bau der kleinen Waldenburgerbahn wurde 1885 die Springeruhr G.T entwickelt.
Um in die Massenproduktion einsteigen zu können, wurden 1885 zusätzliche Produktionsräume erstellt. 1890 war die Jahresproduktion auf ca. 13'000 Exemplare angestiegen.

Nach dem Tod von Gedeon Thommen übernahm sein Sohn Alphonse das Unternehmen. Alphonse gründete 1892 in Waldenburg einen Betrieb für die Fertigung von Uhrenbestandteilen und Schrauben. Daraus entstand 1900 die Firma Tschudin & Heid.

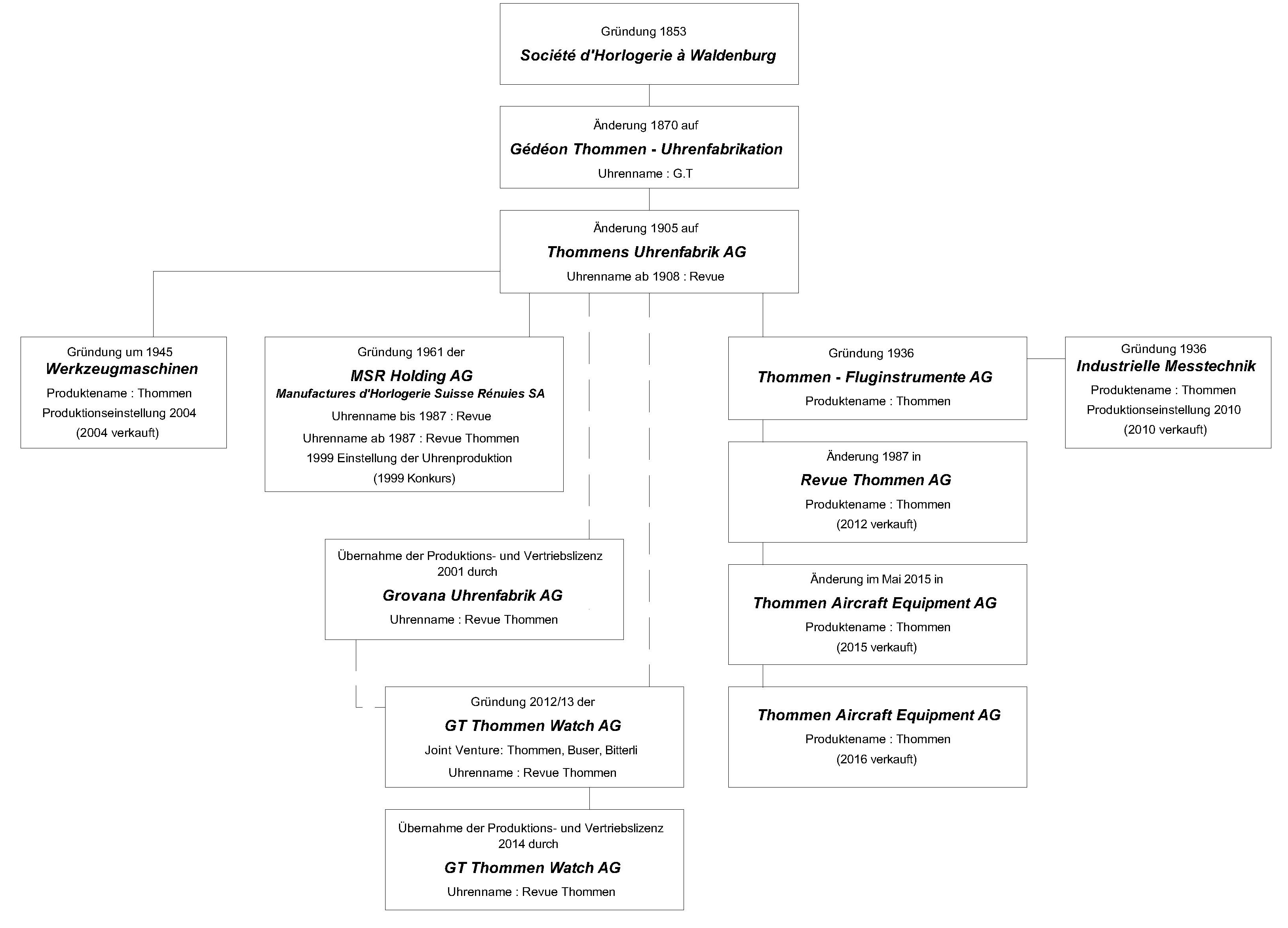
Firmenorganigramm

### 1905 Thommens Uhrenfabrik AG

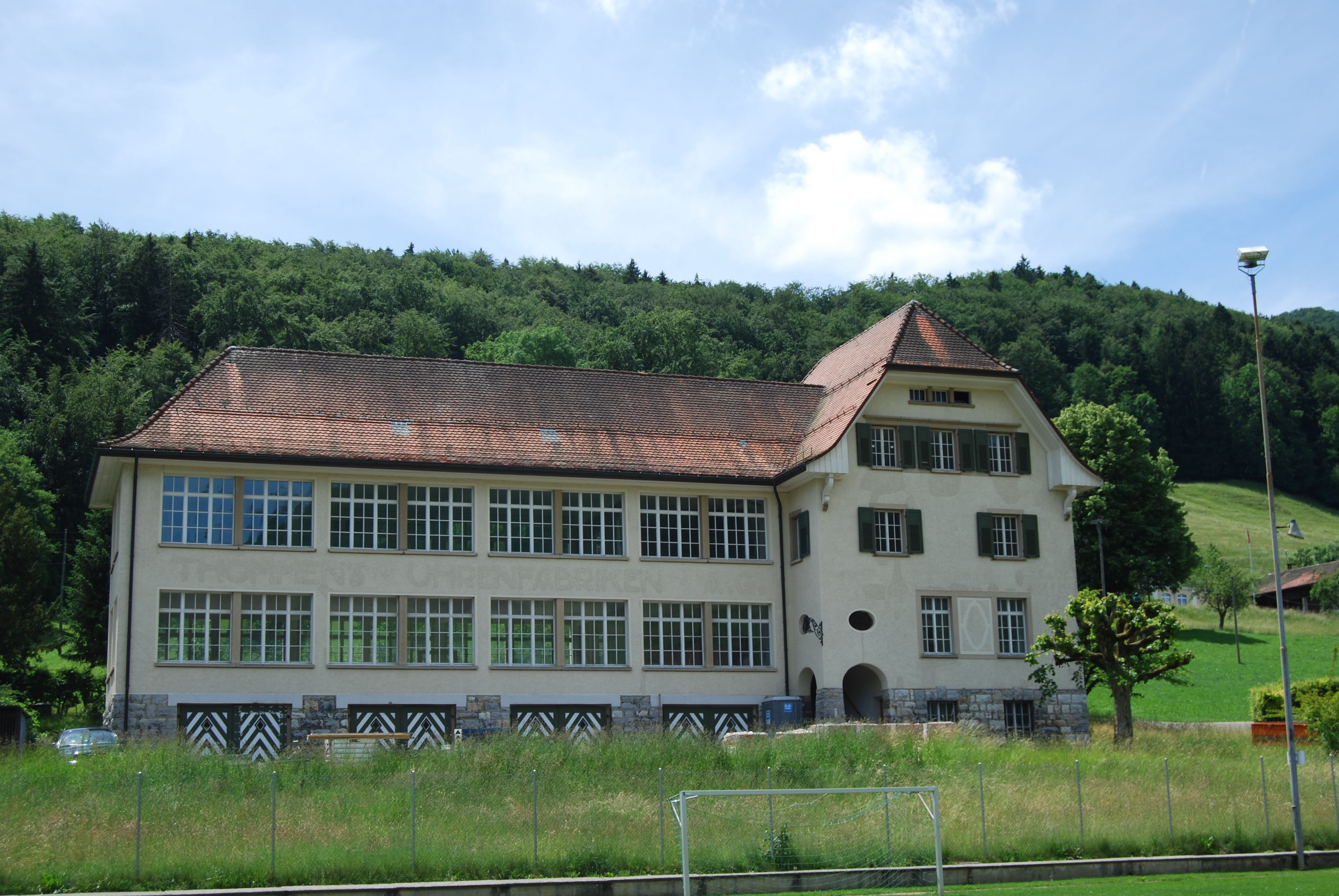
Ehemaliges Produktionsgebäude in Langenbruck (2011)

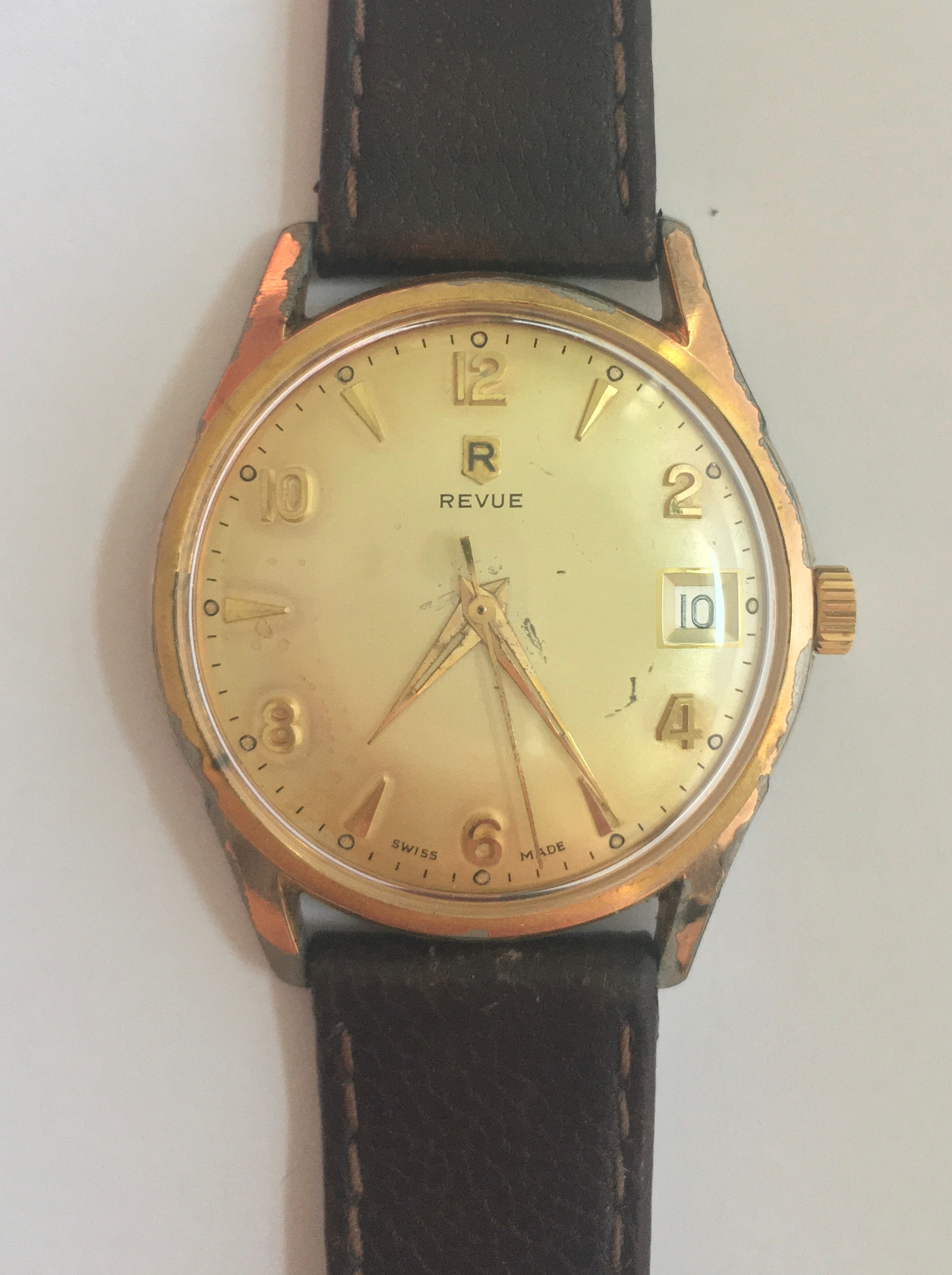
Armbanduhr der Marke Revue

1905 gründete Alphonse die Thommens Uhrenfabrik AG und änderte 1908 den Markennamen von G.T auf Revue. Gleichzeitig wurde auch die französische Übersetzung des Firmennamens Fabrique d’horlogerie Thommen S.A. verwendet.
1915 wurde in Gelterkinden und 1919 in Langenbruck je eine weitere Produktionsstätte erstellt.
1915 erhielt die Thommens Uhrenfabrik AG einen Auftrag des Bundes für die Entwicklung von Cockpitinstrumenten. Diese sollten in die ersten, damals aus Frankreich importierten Flugzeuge für die neugegründete Fliegertruppe eingebaut werden. Bereits 1916 konnte der fertige Pilotcronograph an die Fliegertruppe übergeben werden. Damit war der Grundstein der Aktivitäten in der Luftfahrt gelegt. Die technische Entwicklung dieser Produkte wurde während vieler Jahre durch Eduard Mettler geprägt.
1918 wechselte der Techniker Reinhard Straumann von der Schweizer Fliegertruppe zur Thommens Uhrenfabrik AG. Dies war der Beginn der Spezialisierung auf avionische Armaturen. Über den Fliegeroffizier Straumann konnten die für die Entwicklung wichtigen Kontakte zur Fliegertruppe sichergestellt werden. Straumann übernahm 1938 den von Alphonse im Jahre 1892 gegründeten Betrieb, der mittlerweile unter dem Namen Tschudin + Heid AG Uhrenbestandteile produzierte.
Im Verwaltungsrat von Thommens Uhrenfabrik AG hatte Alphonse Thommen das Mandat des Präsidenten bis 1932 und bis zu seinem Tod 1944 war er dessen Delegierter. Von 1932 bis 1938 übernahm Hermann Straumann, der Schwiegersohn von Gédéon Thommen, die Leitung des Unternehmens und das Amt des Verwaltungsratspräsidenten.
1936 sollte sich ein Grossauftrag des schweizerischen Militärs als Wendepunkt in der Firmengeschichte erweisen. Um eine optimale Abwicklung dieses Auftrags gewährleisten zu können, wurde der Bereich Thommen Fluginstrumente geschaffen.
Aus Altersgründen wollten Alphonse Thommen und Hermann Straumann ihre Verantwortungen an der Thommens Uhrenfabrik AG abgeben. So wurde ihrem Wunsche entsprechend Hermanns Sohn Roland Straumann im März 1938 in den Verwaltungsrat gewählt. Roland wollte nun die Aktienmehrheit am Unternehmen erlangen. Mit Unterstützung seines Schwagers Rudolf Gelpke begann er viele kleine Aktienpakete der Thommens Uhrenfabrik AG aufzukaufen. Dank dem Paket des Hauptaktionärs Alphonse Thommen erlangte er schliesslich die Aktienmehrheit.
Ab 1942 war Roland Straumann-Beck Delegierter des Verwaltungsrats und ab 1944 bis 1994 Verwaltungsratspräsident.
Bis 1950 wurden verschiedene neue Uhrwerktypen entwickelt. Unter anderem das Werkkaliber GT 82. Das Unternehmen war mittlerweile vollständig unabhängig. Alle Bestandteile für Uhrwerke und Uhren konnten im Hause gefertigt werden. Die dafür benötigten Werkzeuge und Maschinen wurden ebenfalls im eigenen Betrieb entwickelt und gebaut.
1961 fusionierten die Unternehmen Thommens Uhrenfabrik AG, Fabrique des Montres Vulcain SA von Le Locle, Buser & Cie Uhrenfabrik Aktiengesellschaft von Niederdorf, Phénix Watch Co.SA von Delémont und die Compagnie des Montres Marvin SA von La Chaux-de-Fonds zur Manufactures d’Horlogerie Suisses Réunies SA (MSR-Holding). Das Ziel der Schaffung der MSR-Holding war der Versuch durch das Vereinen der Herstellkompetenzen der damaligen Welle von billigen Quarz-Uhren aus Fernost entgegenzutreten. Die Produktion der Armbanduhren Revue wurden innerhalb der MSR-Holding zum Lizenznehmer Vulcain SA verlagert und die Produktion von Armbanduhren in Waldenburg eingestellt.
Zur Positionierung auf internationalen Märkten hatte 1987 die Thommens Uhrenfabrik AG den Doppelnahmen Revue Thommen als Hauptmarke eingeführt.
1993 trat Roland Straumann-Beck als Verwaltungsratspräsident zurück. Bis 2004 war das nun als Revue Thommen AG geführte Unternehmen mehrheitlich im Besitze seiner zwei Söhne und der Tochter.
Bis 1999 wurden die Armbanduhren Revue, ab 1987 als Revue Thommen, beim Lizenzhalter Vulcain et Studio SA produziert. Trotz aller Bemühungen führte die Quarzkrise im Jahre 2000 zum Konkurs fast der gesamten Schweizer Uhrenbranche. Dies betraf auch die Fabrique des Montres Vulcain et Studio SA. Die Manufactures d’Horlogerie Suisses Réunies SA (MSR-Holding) war dadurch ebenfalls betroffen.

### The President’s Watch
1947 gelang es der Fabrique des Montres Vulcain SA die erste wirklich funktionstüchtige Armbanduhr mit Wecker auf den Markt zu bringen. Der durchdringende Ton des Weckwerks erinnerte an das Zirpen einer Grille (engl. cricket) was der Uhr zu ihrem Namen verhalf. Die Cricket wurde bald unter dem Namen „the President’s watch“ weltberühmt. Dem 33. Präsidenten der USA Harry S. Truman wurde durch Robert Ditisheim eine Cricket-Armbanduhr als Geschenk überreicht. Nach Truman trugen noch weitere US-Präsidenten und der sowjetische Präsident Michail Gorbatschow eine Cricket.
Zur Zeit der MSR-Holding wurde die Cricket unter dem Markennamen Revue Thommen in grossen Stückzahlen fabriziert. Nach der Neugründung der Manufacture des Montres Vulcain SA im Jahre 2001 und dem Rückkauf der Markenrechte darf der Name Cricket nicht mehr fremdgenutzt werden.

### 1936 Thommen Fluginstrumente
Für den in der Schweiz durch die Eidgenössische Konstruktionswerkstätte für die Schweizer Flugwaffe hergestellten Mehrzweck Doppeldecker C-35 sollten Höhenmesser, Fluggeschwindigkeitsanzeiger, sowie Vertikale Geschwindigkeitsanzeiger entwickelt werden.
Um die für diesen Grossauftrag erforderliche Forschung, Entwicklung und Fabrikation von der Uhrenproduktion klar trennen zu können wurde 1936 der Bereich Thommen Fluginstrumente geschaffen. Aus diesem Bereich entstand die zweite Hauptaktivität der Thommens Uhrenfabrik AG. Zusätzlich wurde in der Druck-Messung und bei den Prüfgeräten für Industrielle Anwendungen rege geforscht und entwickelt.

### 1936 Industrielle Messtechnik

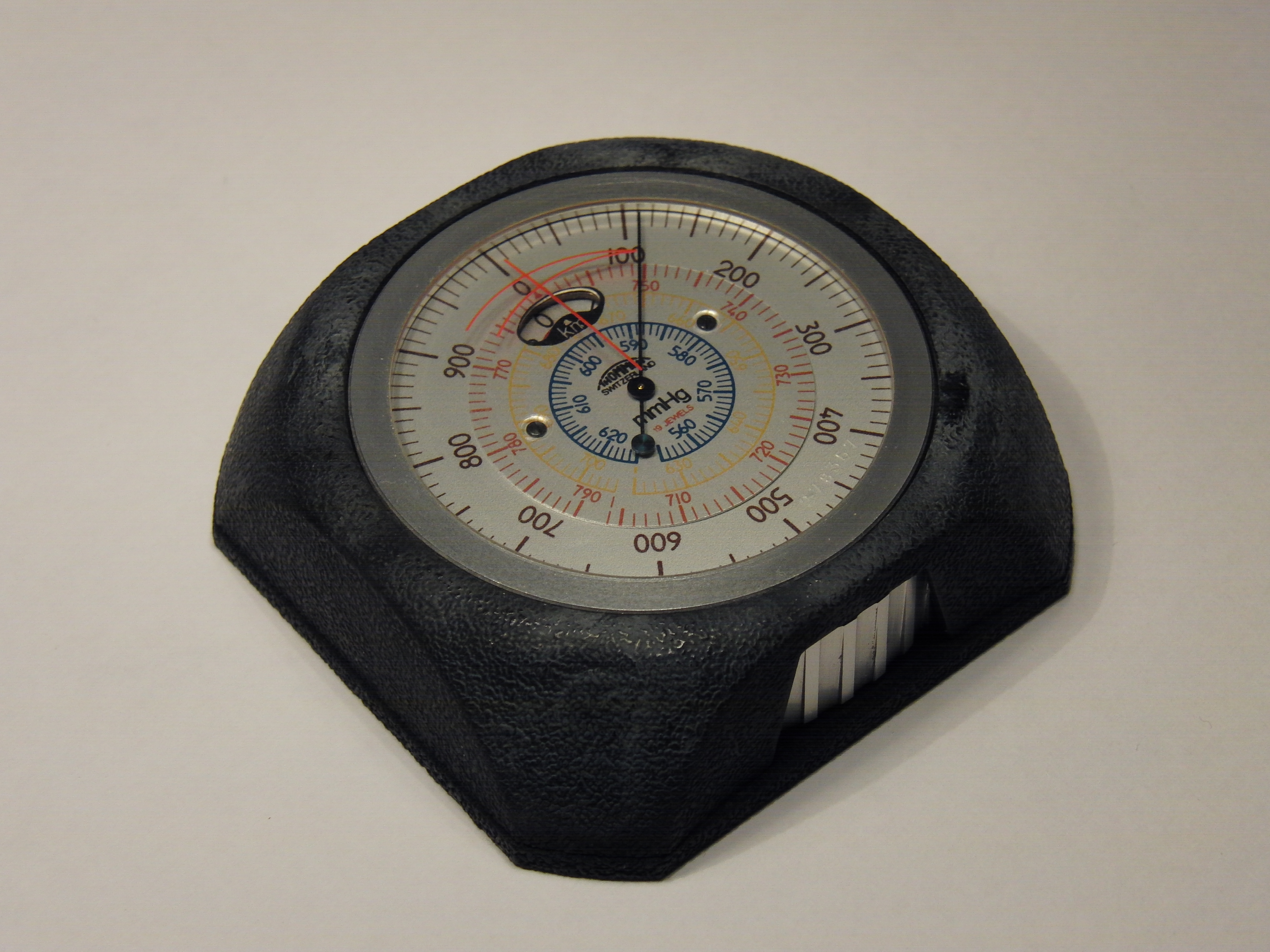
Thommen Taschenhöhenmesser für Sport und Freizeit

Bis 1943 wurde an der Entwicklung von Druckmess- und Prüfgeräten für industrielle Anwendungen geforscht.
1945 begann die Produktion des Poket-Höhenmessers. Dieser wurde speziell für Alpinisten entwickelt und galt als Meilenstein im Sport- und Freizeitbereich.
Da die Geschäftsleitung der Revue Thommen AG im 2010 entschied die Aktivitäten auf das Kerngeschäft Flugzeug und Avionik zu konzentrieren, wurde die Geschäftslinie der Industriellen Messtechnik per 31. Dezember 2010 geschlossen. Die Firma Huber Instrumente AG in Reigoldswil hat den gesamten Bereich Produktion, Kalibrierung, Reparaturdienst, inkl. der Mitarbeiter übernommen.

### 1945 Apparatebau/Werkzeugmaschinen
Um von jeglichen Zulieferanten unabhängig zu sein, wurde um 1945 die Abteilung Apparatebau/Werkzeugmaschinen gegründet.
Mit den selbstgebauten Maschinen konnten nun alle benötigten Uhrenbestandteile im Hause produziert werden.
2004 konnte der Bereich Profilwalzmaschinen an die Deutsche Gesellschaft Leistritz AG, Nürnberg verkauft werden.

### 1987 Revue Thommen AG
Als klare Positionierung auf Internationalen Märkten hatte 1987 die Thommens Uhrenfabrik AG den Doppelnamen Revue Thommen als Hauptmarke eingeführt. Damit sollte die klare Verbindung zwischen der Uhrenmarke Revue und den Thommen Fluginstrumenten verdeutlicht werden.
Durch den Konkurs der Fabrique des Montres Vulcain et Studio SA und der Auflösung der MSR Holding wurde die Uhrenproduktion 1999 eingestellt.
In den 1990er Jahren verstärkte die Revue Thommen AG ihre Produktion der Luftfahrt Instrumente. Es konnten weltweit alle führenden Flugzeughersteller, im Bereich der militärischen und der zivilen Anwendung, mit Swiss Quality Bordinstrumenten und Flugzeugausrüstungen beliefert werden.
Um die von der Luftfahrt Industrie geforderten Qualitäts- und Leistungsstandards zu erfüllen, wurden die erforderlichen Zertifizierungen erarbeitet. Im 1992 Swiss Calibration Service (SCS) und Zertifizierung nach ISO 9001. Im 1998 Zertifizierung nach JAR – 145 (Wartungsarbeiten). Im 2005 Zertifizierung nach EASA Part 145, EASA Part 21G, EASA Part 21 O und ADOA (Wartung, Produktion, Design und Entwicklung). Im 2009 Zertifizierung nach AS / EN 9100.
Im April 2005 nach zähen Übernahmeverhandlungen mit den Familienaktionären, hat eine Geschäftsleitung bestehend aus sechs Mitgliedern das Zepter übernommen. Das Hauptprojekt wurde in eine Marktausrichtung in den USA und den Aufbau einer lokalen Präsenz gelegt.
Im 2005 konnte mit der Instrumenttech Corp., in Dallas Addison, Texas (USA) ein Exklusivvertrag, für Logistik, Service und Reparaturen im US-Markt, abgeschlossen werden. Bereits im 2006 wurde ein Vertriebsbüro in Dallas Addison eröffnet.
Im 2007 ging die RevueThommen AG in die Märkte von Osteuropa und Russland.
Im 2010 konnte mit dem langjährigen Geschäftspartner Transas von St. Petersburg ein exklusiver Lizenz-Vertrag über die Zusammenarbeit, das Design und die Herstellung der Hubschrauber Suchscheinwerfer HSL 1600 und HSL 800 abgeschlossen werden.
Revue Thommen AG wird im Jahr 2012 von der Transas Marine Ltd, der irischen Tochterfirma der Transas Group, (Transport Safety Systems) einem russischen Technologieunternehmen (Marine- und Luftfahrtausrüstung), erworben.

### 2015 Thommen Aircraft Equipment AG

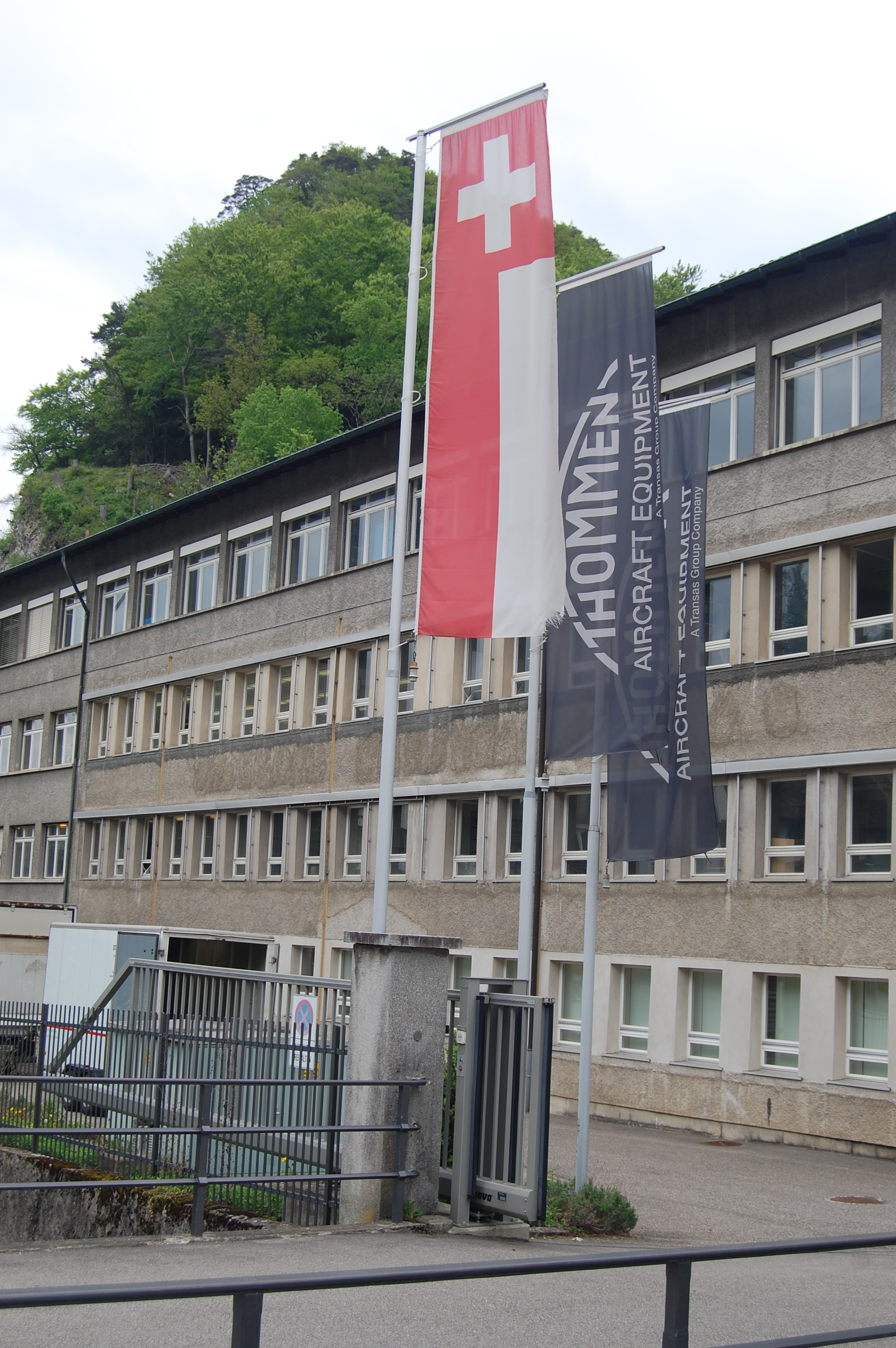
Thommen Aircraft Equipment AG, Waldenburg

Um das Unternehmen eindeutig als Lieferant der Luftfahrtindustrie zu identifizieren, wurde der Firmenname Revue Thommen AG im Mai 2015 auf Thommen Aircraft Equipment AG geändert.
Der Rückgang der Nachfrage nach mechanischen Flugzeuginstrumenten in der Luftfahrtindustrie machte sich schon längst bemerkbar. Entwicklungen in Richtung elektronischer Geräte wurden nicht gemacht.
Im Oktober 2015 verkauft Transas Marine Ltd  sein Aktienpaket an den russischen Mischkonzern Sistema. Dieser übernahm gleichzeitig auch den russischen Teil der Transas Group.
Die Produktlinie umfasste klassische mechanische Cockpit Instrumentierung, Flugzeug Uhren und Chronographen, Air Data anzeigen, Air Data Computer, sowie Hubschrauber Suchscheinwerfer und Kabinen-Notlichtlampen. Die gesamte Produktlinie diente sowohl der Erstausrüstung neuer Flugzeuge, wie auch dem Nachrüstungsmarkt für die bestehenden Flotten.
Per Juni 2016 übernimmt die Sathom SARL GmbH, als Schweizer Tochterunternehmen der französischen SATORI-MRO Sarl den Produktionszweig der Thommen Aircraft Equipment AG. Die Übernahme beinhaltet das Inventar, die Maschinen und Anlagen, die Mitarbeiterverträge, sowie die Lizenz zur Fortsetzung der Produktion und des Verkaufs von mechanischen Flugzeuginstrumenten unter dem Markennamen THOMMEN. Satori steigt mit dem Zukauf der mechanischen Thommen-Einrichtungen von einem reinen Unterhaltsbetrieb zu einer Produktionsfirma auf. Da mechanische Bordinstrumente am Markt kaum mehr erhältlich sind, rechnet man bei Satori mit guten Marktchancen im Bereich des Retrofit-Markts, der sich durch den Ersatz alter Geräte eröffnet.
Noch 2016 ist die Thommen Aircraft Equipment AG von Waldenburg nach Muttenz umgezogen. Das Produktionsziel soll sich auf die Entwicklung von elektronischen Flugzeuguhren, Luftdaten-Systemen, Mission Equipment und Kabinen-Notlichtlampen konzentrieren.
Die Werksgebäude in Waldenburg sind im Moment (November 2016) unbenutzt. Eigentümer ist immer noch die Thommen Aircraft Equipment AG.

### 2001 Revue Thommen Uhren bei Grovana
Per Januar 2001 konnte Christopher Bitterli für die Grovana Uhrenfabrik AG aus der Konkursmasse der MSR Holding Werkzeuge und Uhrenbestandteile der ehemaligen Revue Thommen Uhrenproduktion erwerben. Für die Marken- und Produktionsrechte, welche zur Herstellung und Vertrieb der Revue Thommen Armbanduhren erforderlich waren, konnte er mit der Revue Thommen AG einen Lizenz-Vertrag über 25 Jahre abschliessen.
Schon 2002 begann die Grovana Uhrenfabrik AG mit der Produktion von Revue Thommen Uhren. Es wurde beschlossen, zwei Hauptsegmente weiterzuentwickeln. Die Fliegeruhren Airspeed und die traditionell klassischen Uhren mit eigenen Manufakturwerken (GT 44, GT 54, GT 55, GT 56, GT 58). Auch für Damenuhren wurden seit 2004 das GT 12 und das GT 14 wieder hergestellt.
An der Baselworld 2006 wurde das erste, komplett in Eigenregie hergestellte Manufakturkaliber GT 60 als Prototyp präsentiert. Die Automatikuhr verfügte über eine Gangreserve, kleines Sekundenzifferblatt, Mondphasen- und Datumsanzeige.

### 2012 GT Thommen Watch AG
Im Mai 2012 wurde die Firma GT Thommen Watch AG von Andreas Stephan Thommen, einem direkten Nachfahren von Gédéon Thommen, aus der vierten Generation, mit vier weiteren Partnern gegründet. Die "GT Thommen Watch AG" erwarb die Uhrenmarke Revue Thommen von Revue Thommen Holding AG. Ziel der neuen joint venture Partnerschaft ist es, die Uhrenmarke Revue Thommen zu reaktivieren und weiterhin Armbanduhren mit hohem Qualitätsstandard in der Baselbieter Region zu produzieren.
2015 erteilte GT Thommen Watch AG der Swiss Initiative Limited (SIL) eine Lizenz für die Produktion und den Vertrieb der Uhrenmarke Revue Thommen. Die Neulancierung mit neuen Revue Thommen Modellen erfolgte an der Baselworld im März 2015. 2016 erlosch die Lizenz und die Produktion und der Vertrieb der neuen Kollektion von Revue Thommen Uhren erfolgt seit Juli 2016 wieder ausschliesslich durch die in Waldenburg domizilierte "GT Thommen Watch AG".

## Einzelnachweise und Anmerkungen

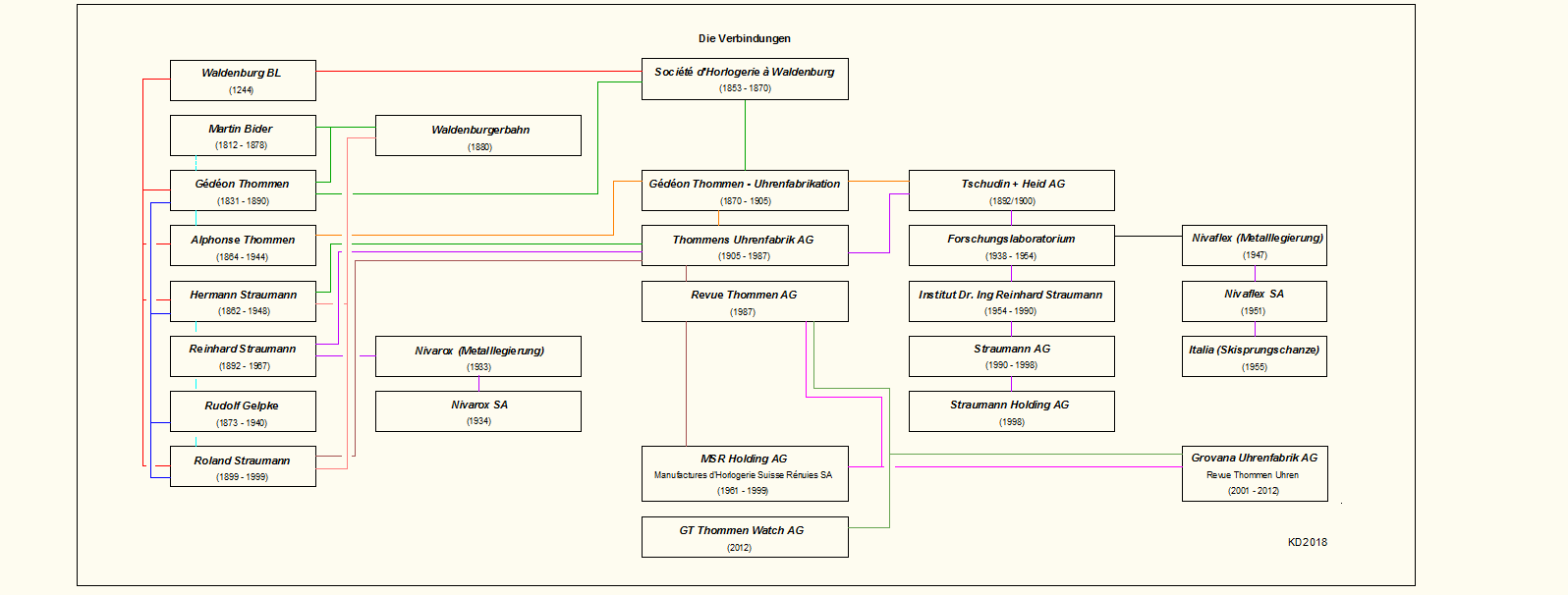
Die Verbindungen